# Temon (Kulon Progo)
Temon ist ein Distrikt (Kecamatan) im Regierungsbezirk (Kabupaten) Kulon Progo der Sonderregion Yogyakarta im Süden der Insel Java. Der Kecamatan liegt im Südwesten des Kabupaten und grenzt im Norden an den Kecamatan Kokap, im Osten an Pengasih, im Südosten an Wates und im Südwesten an Purwodadi (Kab. Purworejo, Provinz Zentraljava). Im Süden bildet die neun km lange Küstenlinie des Indischen Ozeans eine natürliche Grenze. Ende 2021 zählte der Distrikt 29.125 Einwohner auf 37,82 km² Fläche.

## Verwaltungsgliederung
Der Kecamatan (auch Kapanewon genannt) gliedert sich in 15 ländliche Dörfer (Desa):
| PUM-Code 1    | Desa        | Fläche (km²) | Bevölkerung zur Volkszählung 2 | Bevölkerung zur Volkszählung 2 | Bevölkerung zur Volkszählung 2 | Bevölkerung zur Volkszählung 2 | Bevölkerung zur Volkszählung 2 | Bevölkerung zur Volkszählung 2 | Pend./ Dusun 4 | RW/ RT 5 |
| PUM-Code 1    | Desa        | Fläche (km²) | 002000                         | 002010                         | Männer                         | Frauen                         | 2020                           | Dichte 3                       | Pend./ Dusun 4 | RW/ RT 5 |
| ------------- | ----------- | ------------ | ------------------------------ | ------------------------------ | ------------------------------ | ------------------------------ | ------------------------------ | ------------------------------ | -------------- | -------- |
| 34.01.01.2001 | Jangkaran   | 3,66         | 1.371                          | 1.587                          | 1.013                          | 964                            | 1.977                          | 540,7                          | 8              | 10/27    |
| 34.01.01.2002 | Sindutan    | 2,98         | 1.562                          | 1.775                          | 1.062                          | 1.109                          | 2.171                          | 729,0                          | 7              | 14/28    |
| 34.01.01.2003 | Palihan     | 3,59         | 1.674                          | 1.964                          | 922                            | 926                            | 1.848                          | 515,2                          | 9              | 15/35    |
| 34.01.01.2004 | Glagah      | 6,04         | 2.217                          | 2.568                          | 1.485                          | 1.447                          | 2.932                          | 485,5                          | 8              | 16/36    |
| 34.01.01.2005 | Kalidengen  | 1,51         | 991                            | 1.166                          | 757                            | 659                            | 1.416                          | 939,3                          | 3              | 7/14     |
| 34.01.01.2006 | Plumbon     | 3,04         | 2.002                          | 2.117                          | 1.175                          | 1.137                          | 2.312                          | 761,3                          | 10             | 12/26    |
| 34.01.01.2007 | Kedundang   | 1,39         | 2.023                          | 2.053                          | 1.163                          | 1.279                          | 2.442                          | 1.756,6                        | 6              | 12/28    |
| 34.01.01.2008 | Demen       | 0,98         | 1.149                          | 1.216                          | 733                            | 730                            | 1.463                          | 1.499,9                        | 7              | 7/21     |
| 34.01.01.2009 | Kulur       | 2,80         | 2.312                          | 2.433                          | 1.351                          | 1.426                          | 2.777                          | 992,7                          | 7              | 14/45    |
| 34.01.01.2010 | Kaligintung | 2,19         | 1.439                          | 1.511                          | 829                            | 876                            | 1.705                          | 779,7                          | 5              | 9/27     |
| 34.01.01.2011 | Temon Wetan | 2,23         | 1.384                          | 1.356                          | 761                            | 774                            | 1.535                          | 689,3                          | 7              | 13/27    |
| 34.01.01.2012 | Temon Kulon | 1,56         | 1.496                          | 1.536                          | 846                            | 879                            | 1.725                          | 1.107,8                        | 5              | 11/32    |
| 34.01.01.2013 | Kebon Rejo  | 1,72         | 1.199                          | 1.233                          | 748                            | 737                            | 1.485                          | 861,1                          | 4              | 9/20     |
| 34.01.01.2014 | Janten      | 1,33         | 1.049                          | 1.073                          | 708                            | 707                            | 1.415                          | 1.063,0                        | 5              | 9/19     |
| 34.01.01.2015 | Karangwuluh | 1,30         | 707                            | 883                            | 518                            | 542                            | 1.060                          | 817,6                          | 4              | 8/16     |
| 34.01.01      | Kec. Temon  | 36,29        | 22.575                         | 24.471                         | 14.071                         | 14.192                         | 28.263                         | 778,8                          | 95             | 166/401  |

## Demographie
Grobeinteilung der Bevölkerung nach Altersgruppen (zum Zensus 2020)
| Altersgruppen | 00Männer | 00Frauen | zusammen |
| ------------- | -------- | -------- | -------- |
| 0 – 14        | 3.165    | 2.846    | 6.011    |
| 15 – 64       | 9.446    | 9.552    | 18.998   |
| 65+           | 1.460    | 1.794    | 3.254    |
| gesamt        | 14.071   | 14.192   | 28.263   |
| anteilig (%)  |          |          |          |
| 0 – 14        | 22,49    | 20,05    | 21,27    |
| 15 – 64       | 67,13    | 67,31    | 67,22    |
| 65+           | 10,38    | 12,64    | 11,51    |

### Bevölkerungsentwicklung
In den Ergebnissen der sieben Volkszählungen seit 1961 ist folgende Entwicklung ersichtlich:
| Einheit/Jahr     | 1961         | 1971         | 1980         | 1990         | 2000         | 2010         | 2020         |
| ---------------- | ------------ | ------------ | ------------ | ------------ | ------------ | ------------ | ------------ |
| Kec. Temon       | 19.873       | 22.767       | 23.522       | 21.947       | 22.575       | 24.471       | 28.263       |
| Anteil in %      | 0,89         | 0,92         | 0,86         | 0,75         | 0,72         | 0,71         | 0,77         |
| Kab. Kulon Progo | 337.127      | 370.629      | 380.685      | 372.309      | 370.944      | 388.869      | 436.395      |
| Sonderregion DIY | 00 2.231.062 | 00 2.487.177 | 00 2.750.025 | 00 2.912.611 | 00 3.120.478 | 00 3.457.491 | 00 3.66.8719 |